# Haemohormidium terranovae
Haemohormidium terranovae is een soort in de taxonomische indeling van de Myzozoa, een stam van microscopische parasitaire dieren. Het organisme komt uit het geslacht Haemohormidium en behoort tot de familie Haemohormidiidae. Haemohormidium terranovae werd in 1972 ontdekt door So.